# ديفيد كريغ
ديفيد كريغ (بالانجليزية: David Parker Craig) اسمه الكامل ديفيد باركر كريج (23 ديسمبر 1919 - 1 يوليو 2015)، كيميائي أسترالي، كان يعمل أستاذ فخري في الجامعة الوطنية الأسترالية في كانبرا، كما كان أستاذ الكيمياء الفيزيائية والنظرية في كلية بحوث الكيمياء.

## حياته
ولد كريغ في سيدني، وتلقى تعليمه في جامعة سيدني، حيث حصل على شهادة البكالوريوس في العلوم مع مرتبة الشرف في عام 1940، وعلى درجة الماجستير في العلوم في عام 1941، وحصل على درجة الدكتوراه في الفلسفة من جامعة لندن في عام 1949، كان نقيب في قوة الإمبراطورية الأسترالية الثانية من عام 1942 إلى عام 1944. همل كريج محاضر في الكيمياء الفيزيائية في جامعة سيدني من عام 1944 حتى عام 1946، وعمل باحثًا في مؤسسة تيرنر ونوال، وعمل باحث ومحاضر في كلية لندن الجامعية في الفترة من عام 1946 حتى عام 1952، ثم عمل أستاذًا في المادية الكيميائية في جامعة سيدني من عام 1952 إلى عام 1956، وأستاذ في الكيمياء النظرية في كلية جامعة لندن في الفترة من عام 1956 إلى عام 1967.
وكان يعمل زميلًا في كل من الجمعية الملكية والجمعية الملكية في نيو ساوث ويلز، وعمل رئيسًا سابقًا للأكاديمية الأسترالية للعلوم، وعضو الأكاديمية الدولية للعلوم الجزيئية الكمية، توفي كريغ في 1 يوليو 2015 في مستشفى الجمجمة في كانبيرا، وكان عمره 95 عامًا.